# Slobodna metodistička Crkva
Slobodna metodistička Crkva (engl. Free Methodist Church, FMC) je kršćanska metodistička denominacija unutar pokreta svetosti, sa sjedištem u Sjedinjenim Američkim Državama. Ima evangelički karakter i teološki slijedi wesleyansko-arminijansku tradiciju.